# Lijst van voetbalinterlands Angola - Namibië (vrouwen)
Deze lijst van voetbalinterlands is een overzicht van alle officiële voetbalinterlands tussen de nationale vrouwenteams van Angola en Namibië. De landen hebben tot nu toe zeven keer tegen elkaar gespeeld. 

## Wedstrijden
| № | Plaats   | Datum           | Competitie                          | Wedstrijd        | Uitslag |
| - | -------- | --------------- | ----------------------------------- | ---------------- | ------- |
| 1 | Malanje  | 6 mei 2008      | Vriendschappelijk                   | Angola − Namibië | 3 − 0   |
| 2 | Windhoek | 7 maart 2010    | Afrika Cup 2010 kwalificatie        | Namibië − Angola | 2 − 1   |
| 3 | Benguela | 21 maart 2010   | Afrika Cup 2010 kwalificatie        | Angola − Namibië | 1 − 1   |
| 4 | Luanda   | 15 januari 2011 | Olympische Spelen 2012 kwalificatie | Angola − Namibië | 2 − 2   |
| 5 | Windhoek | 29 januari 2011 | Olympische Spelen 2012 kwalificatie | Namibië − Angola | 0 − 0   |
| 6 | Windhoek | 7 april 2021    | Vriendschappelijk                   | Namibië − Angola | 4 − 0   |
| 7 | Windhoek | 10 april 2021   | Vriendschappelijk                   | Namibië − Angola | 1 − 0   |

## Samenvatting
| Competitie                     | Totaal gespeeld | Winst Angola | Gelijk | Winst Namibië | Doelsaldo Angola – Namibië |
| ------------------------------ | --------------- | ------------ | ------ | ------------- | -------------------------- |
| Afrika Cup kwalificatie        | 2               | 0            | 1      | 1             | 2 − 3                      |
| Olympische Spelen kwalificatie | 2               | 0            | 2      | 0             | 2 − 2                      |
| Vriendschappelijk              | 3               | 1            | 0      | 2             | 3 − 5                      |
| Totaal                         | 7               | 1            | 3      | 3             | 7 − 10                     |